# Theizé
Theizé – miejscowość i gmina we Francji, w regionie Owernia-Rodan-Alpy, w departamencie Rodan.
Według danych na rok 1990 gminę zamieszkiwało 915 osób, a gęstość zaludnienia wynosiła 77 osób/km² (wśród 2880 gmin regionu Rodan-Alpy Theizé plasuje się na 828. miejscu pod względem liczby ludności, natomiast pod względem powierzchni na miejscu 985.).